# Apollyon Sun
Apollyon Sun waren eine Industrial-Metal-Band aus der Schweiz, die unter dem Namen Apollyon’s Sun gegründet wurde.

## Bandgeschichte
Apollyon’s Sun entstanden nach dem Ende von Thomas „Warrior“ Gabriel Fischers voriger Band Celtic Frost. 1994 bekam Fischer einen Anruf vom Gitarristen Erol Daaé wegen einer Produktion; da sie gut zusammenpassten, nahm Fischer ihn in ein Musikprojekt auf, das sich nach einigen Monaten zu einer richtigen Band entwickelte. Die erste Probe von Apollyon’s Sun fand im Spätfrühling 1995 statt, wobei Stephen Priestly sie während der ersten Monate bei Proben unterstützte. Nachdem Apollyon Sun für drei Monate existierten, wurde die Band um eine Beteiligung am Sampler In Memory of . . . Celtic Frost gebeten und nahm für diesen als ihr erstes Musikstück das Celtic-Frost-Cover Babylon Fell auf; ursprünglich wollte die Band Procreation (of the Wicked) oder Dethroned Emperor beitragen, die jedoch schon vergeben waren. Fischer hatte zu Dwell Records Kontakt aufgenommen, nachdem er vom geplanten Sampler erfahren hatte und sich per Fax diesbezüglich erkundigen wollte. Außerdem arrangierte die Band in ihrer Frühzeit Stücke wie Control von Traci Lords, L’instant X von Mylène Farmer und Eric „IQ“ Grays Fight Fashion und probte Celtic Frosts Procreation (of the Wicked) nach Sepulturas Arrangement sowie Dethroned Emperor, Mesmerized und unveröffentlichte Celtic-Frost-Titel wie Pearl of Love und Primeval Rapture. Als erstes echtes Lebenszeichen bezeichnete Fischer ihre EP, die 1998 erschien. 2000 folgten das Debütalbum Sub und die EP Sub Sampler.
Eine ursprünglich geplante Fortsetzung der Band ist Fischer zufolge ausgeschlossen.

## Stil
Während Frank Stöver Babylon Fell noch einen typischen Metal-Gitarren-Klang attestiert, der ersten EP hingegen nicht, sieht Fischer keine Abkehr vom Metal-Klang. Gegenüber der EP ist die Symbiose mit den Samples auf dem Album laut Fischer homogener. An der Kälte und Sterilität des Industrial hatte er kein Interesse; neben Schlagzeug- und Bass-Schleifen wurden auch Live-Schlagzeug und -Bass eingesetzt, um einen wärmeren, dem Hard Rock näheren Klang zu erreichen. Der Klang basiert auf den Wurzeln bei Celtic Frost, Fischer betont jedoch, dass es sich bei Apollyon Sun um eine in den 1990er-Jahren gegründete und diese Zeit reflektierende Band handle. Für Götz Kühnemund war nach eigenen Angaben „[n]atürlich […] von vornherein klar, daß APOLLYON SUN stilistisch wenig mit Celtic Frost zu tun haben würde - daß die Band aber derart experimentell zu Werke geht, hätte ich nicht erwartet. Zunächst mal überrascht mich, wie stark hier Elektronik-Einflüsse und Soundspielereien verarbeitet wurden, die natürlich zu Lasten des Metal-Elements gehen. Auch Toms Vocals haben kaum noch was ‚Metallisches‘ an sich, obwohl sie ziemlich morbide und ‚böse‘ klingen.“ Laut seines Kollegen Boris Kaiser kann „die Atmosphäre der Platte als direkte Fortsetzung alter Frost-Scheiben“ beschrieben werden, während die musikalischen Stilmittel „völlig andere“ seien. Im Gegensatz zu Bands wie Nine Inch Nails und Ministry lasse die Band bei der Verarbeitung elektronischer Elemente „jegliche Zugänglichkeit vermissen […]. Stattdessen verlangen Tracks wie ‚Dweller‘ oder ‚Reefer Boy‘ nach viel Geduld.“ Das „sphärische und zutiefst atmosphärische“ Slender mute „wie Filmmusik an“.
Die Band nahm auch neue Versionen von Hellhammer- und Celtic-Frost-Stücken auf, wobei Fischer die radikale Überarbeitung des Hellhammer-Titels Messiah mit der des für das Celtic-Frost-Album Into the Pandemonium aufgenommenen Wall-of-Voodoo-Stücks Mexican Radio verglich; diese Entscheidung verwirrte einige Hörer wegen Fischers Distanzierung von seiner früheren Band Hellhammer, er selbst begründete sie mit ihrer Absurdität.

## Diskografie
- 1996: Babylon Fell auf In Memory of . . . Celtic Frost
- 1997: Industry (Demo)
- 1998: God Leaves (and Dies) (EP)
- 2000: Sub
- 2000: Sub Sampler (EP)
- 2002: Flesh (Demo)